# Olga Krivosheieva
Olga Yurievna Krivosheieva (en russe: Ольга Юрьевна Кривошеева), née le 15 mai 1961 à Almaty (République socialiste soviétique kazakhe), est une joueuse soviétique de volley-ball.
Aux Jeux olympiques de Séoul (1988), elle fait partie de l'équipe soviétique qui remporte la médaille d'or.
Membre de l'équipe ADK Alma-Ata jusqu'en 1988, elle remporte la Ligue des champions de volley-ball féminin en 1985. Cette année-là, elle fait partie de l'équipe nationale qui gagne le championnat d'Europe aux Pays-Bas. En 1988, elle rejoint l'équipe turque de Vakıfbank Ankara.
De 1994 à 1996, elle joue dans le championnat allemand avec le Schweriner SC, remportant le titre en 1995. Elle finit sa carrière avec l'équipe de Wetzlar.